# 제리드호

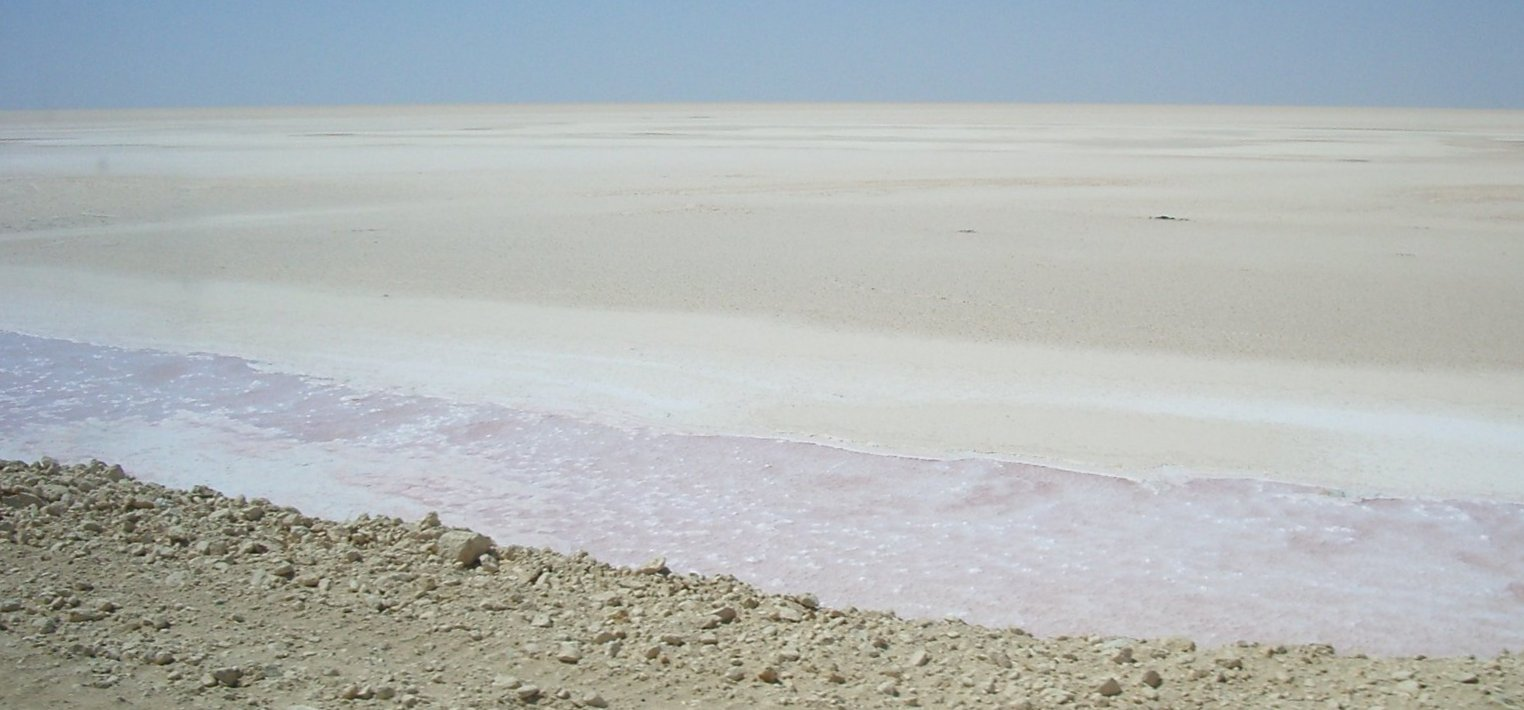

제리드호(아랍어: شط الجريد)는 튀니지에 있는 염호로 면적 7,000 km2에 달하는 큰 호수이다.